# Grand Prix-wegrace van Japan 1988
De Grand Prix-wegrace van Japan 1988 was de eerste race van het wereldkampioenschap wegrace voor motorfietsen in het seizoen 1988. De races werden verreden op 27 maart 1988 op de Suzuka International Racing Course, 50 kilometer ten zuidwesten van Nagoya. In Japan kwamen alleen de 500cc- en de 250cc-klasse aan de start.

## Algemeen
Voor zover er in het seizoen 1987 al kritiek was geweest op de Japanse organisatie (lees: Honda) als eigenaar van het circuit, had men hard gewerkt om de problemen op te lossen. De "S-Curves" hadden ruimere uitloopzones, de "Degner Curve" werd helemaal veranderd. Tijdens de trainingsdagen regende het bijna voortdurrend, maar op de racedag was het droog. Dat betekende dat de rijders in een warmup van ongeveer drie kwartier de juiste afstelling moesten zien te vinden. Bijna alle fabrieks-Yamaha's, zowel in de 250- als in de 500cc-klasse kenden problemen met de ontsteking en voor Yamaha werd de Japanse Grand Prix dan ook een debacle.

## 500cc-klasse

### De training
Bijna alle Japanse deelnemers in de 500cc-klasse beschikten over een fabrieksracer, hoewel een aantal daarvan uit 1987 stamde. Zo namen er 22 fabrieksracers deel aan de training. Door de regen kon Tadahiko Taira optimaal profiteren van zijn circuitkennis en hij reed de snelste tijd, voor Eddie Lawson en de verrassende Kevin Schwantz, die tijdens de droge vrije training van donderdag al de snelste was geweest. 

#### Trainingstijden
| Pos | Coureur          | Merk                        | Tijd     |
| --- | ---------------- | --------------------------- | -------- |
| 1.  | Tadahiko Taira   | Tech 21-Yamaha              | 2"32'007 |
| 2.  | Eddie Lawson     | Agostini-Marlboro-Yamaha    | 2"32'519 |
| 3.  | Kevin Schwantz   | Pepsi-Suzuki                | 2"32'536 |
| 4.  | Wayne Gardner    | Rothmans-HRC-Honda          | 2"33'169 |
| 5.  | Christian Sarron | Gauloises-Sonauto-Yamaha    | 2"33'169 |
| 6.  | Wayne Rainey     | Roberts-Lucky Strike-Yamaha | 2"33'334 |
| 7.  | Kevin Magee      | Roberts-Lucky Strike-Yamaha | 2"33'661 |
| 8.  | Rob McElnea      | Pepsi-Suzuki                | 2"34'162 |
| 9.  | Shin'ichi Itō    | HRC-Honda                   | 2"34'644 |
| 10. | Ron Haslam       | ELF-HRC-Honda               | 2"34'706 |

### De race
Na de start gingen Kevin Schwantz en Wayne Gardner er meteen samen vandoor. Schwantz sloeg zelfs een gat met Gardner, maar Eddie Lawson had door zijn slechte start net als Tadahiko Taira al veel terrein verloren. De race ging dan ook tussen Schwantz en Gardner, die uiteindelijk weer wist aan te sluiten. In de laatste ronde reden ze kort achter elkaar, maar Wayne Gardner maakte een vreemde escapade in de 200R (bocht 12), toen zijn achterwiel even dwars stond. Hij wist het op te vangen door de ambulanceweg als vluchtroute te gebruiken en ter hoogte van de helikopterlandingsplaats (Spoon Corner, bocht 13) door het gras het circuit weer op te rijden. Hij werd toch nog tweede achter Schwantz, maar het kostte hem acht seconden. Eddie Lawson werd weliswaar derde na een gevecht met Niall Mackenzie, maar finishte bijna 13 seconden na Kevin Schwantz. 

#### Uitslag 500cc-klasse
| Pos | Coureur             | Merk                        | Ronden | Tijd      | Grid | Punten |
| --- | ------------------- | --------------------------- | ------ | --------- | ---- | ------ |
| 1   | Kevin Schwantz      | Pepsi-Suzuki                | 22     | 50"03'750 | 3    | 20     |
| 2   | Wayne Gardner       | Rothmans-HRC-Honda          | 22     | +8'384    | 4    | 17     |
| 3   | Eddie Lawson        | Agostini-Marlboro-Yamaha    | 22     | +12'724   | 2    | 15     |
| 4   | Niall Mackenzie     | Gallina-HB-HRC-Honda        | 22     | +15'785   | 18   | 13     |
| 5   | Tadahiko Taira      | Tech 21-Yamaha              | 22     | +36'383   | 1    | 11     |
| 6   | Wayne Rainey        | Roberts-Lucky Strike-Yamaha | 22     | +42'070   | 6    | 10     |
| 7   | Kevin Magee         | Roberts-Lucky Strike-Yamaha | 22     | +42'179   | 7    | 9      |
| 8   | Christian Sarron    | Gauloises-Sonauto-Yamaha    | 22     | +45'186   | 5    | 8      |
| 9   | Didier de Radiguès  | Agostini-Marlboro-Yamaha    | 22     | +1"01'213 | 13   | 7      |
| 10  | Shunji Yatsushiro   | Rothmans-HRC-Honda          | 22     | +1"10'288 | 19   | 6      |
| 11  | Hikaru Miyagi       | HRC-Honda                   | 22     | +1"16'201 | 15   | 5      |
| 12  | Ron Haslam          | ELF-HRC-Honda               | 22     | +1"20'045 | 10   | 4      |
| 13  | Patrick Igoa        | Gauloises-Sonauto-Yamaha    | 22     | +1"29'535 | 22   | 3      |
| 14  | Pierfrancesco Chili | Gallina-HB-HRC-Honda        | 22     | +1"38'989 | 12   | 2      |
| 15  | Osamu Hiwatashi     | Suzuki                      | 22     | +1"42'545 | 23   | 1      |
| 16  | Shinji Katayama     | Yamaha                      | 22     | +1"45'611 | 14   |        |
| 17  | Masaru Mizutani     | Suzuki                      | 22     | +2"04'446 | 11   |        |
| 18  | Keiji Kinoshita     | HRC-Honda                   | 21     | +1 ronde  | 28   |        |
| 19  | Alessandro Valesi   | Honda                       | 21     | +1 ronde  | 24   |        |

#### Niet Gefinished
| Coureur             | Merk                 | Ronden | Oorzaak | Grid |
| ------------------- | -------------------- | ------ | ------- | ---- |
| Norihiko Fujiwara   | Yamaha               | 21     | Val     | 17   |
| Hisashi Yamana      | Suzuki               | 19     |         | 27   |
| Manfred Fischer     | Hein Gericke-Honda   | 19     |         | 29   |
| Marco Gentile       | Fior-Marlboro-Yamaha | 17     |         | 26   |
| Katsunori Shinozaki | Suzuki               | 13     |         | 21   |
| Shin'ichi Itō       | HRC-Honda            | 13     | Val     | 9    |
| Rob McElnea         | Pepsi-Suzuki         | 10     | Motor   | 8    |
| Raymond Roche       | Cagiva               | 9      | Opgave  | 20   |
| Randy Mamola        | Cagiva               | 8      | Opgave  | 16   |

#### Niet gestart
| Coureur         | Merk                   | Grid |
| --------------- | ---------------------- | ---- |
| Fabio Barchitta | Katayama-ELF-HRC-Honda | 25   |

#### Niet gekwalificeerd
| Coureur      | Merk   |
| ------------ | ------ |
| Kunio Machii | Yamaha |

## 250cc-klasse

### De training
Door de natte baan konden vooral de Japanse wildcard-rijders hoge ogen gooien in de trainingen, zelfs met Yamaha TZ 250's. Toshihiko Honma was de snelste, maar als testrijder voor Yamaha reed hij wel met een experimentele TZ. Debutant John Kocinski was ook sterk, net als Manfred Herweh met zijn TZ 250. Jacques Cornu was de enige van de "gevestigde orde" die de eerste startrij wist te halen. Hij was terug na een lange revalidatieperiode nadat hij tijdens de Zweedse GP van 1987 een aantal botbreuken had opgelopen. 

#### Trainingstijden
| Pos | Coureur             | Merk                        | Tijd     |
| --- | ------------------- | --------------------------- | -------- |
| 1.  | Toshihiko Honma     | Yamaha                      | 2"19'794 |
| 2.  | Keiji Tamura        | Yamaha                      | 2"20'595 |
| 3.  | John Kocinski       | Roberts-Lucky Strike-Yamaha | 2"21'299 |
| 4.  | Jacques Cornu       | Parisienne-HRC-Honda        | 2"21'358 |
| 5.  | Manfred Herweh      | Levior-Yamaha               | 2"21'647 |
| 6.  | Jean-François Baldé | Defi-Rotax                  | 2"21'901 |
| 7.  | Masumitsu Taguchi   | HRC-Honda                   | 2"22'053 |
| 8.  | Takayoshi Yamamoto  | Yamaha                      | 2"22'115 |
| 9.  | Carlos Cardús       | Nieto-Ducados-HRC-Honda     | 2"22'350 |
| 10. | Carlos Lavado       | HB-Venemotos-Yamaha         | 2"22'417 |

### De race
Jacques Cornu had de beste start in de 250cc-race, in eerste instantie gevolgd door Toshihiko Honma, maar Toni Mang had een bliksemstart en vanaf de zestiende startplaats zat hij meteen bij de leidende groep. In de tweede ronde bestond de kopgroep uit drie Dunlop-rijders: Cornu, Mang en John Kocinski. Kocinski en Mang vielen elkaar voortdurend aan en daardoor groeide de kopgroep weer uit tot tien man. Kocinski moest echter afhaken toen zijn Yamaha toeren begon te verliezen door een verlopen ontsteking en in de laatste drie ronden vochten Mang en Sito Pons om de leiding, achtervolgd door Masaru Kobayashi, die derde werd.

#### Uitslag 250cc-klasse
| Pos | Coureur              | Merk                        | Tijd     | Grid | Punten |
| --- | -------------------- | --------------------------- | -------- | ---- | ------ |
| 1   | Toni Mang            | Rothmans-HRC-Honda          | 47"14'26 | 16   | 20     |
| 2   | Sito Pons            | Campsa-HRC-Honda            | +0'62    | 19   | 17     |
| 3   | Masaru Kobayashi     | Terra-HRC-Honda             | +1'17    | 21   | 15     |
| 4   | Jacques Cornu        | Parisienne-HRC-Honda        | +4'97    | 4    | 13     |
| 5   | John Kocinski        | Roberts-Lucky Strike-Yamaha | +5'57    | 3    | 11     |
| 6   | Juan Garriga         | Ducados-Yamaha              | +6'31    | 26   | 10     |
| 7   | Jean-Philippe Ruggia | Gauloises-Sonauto-Yamaha    | +7'33    | 11   | 9      |
| 8   | Toshihiko Honma      | Yamaha                      | +9'56    | 1    | 8      |
| 9   | Carlos Cardús        | Nieto-Ducados-HRC-Honda     | +15'43   | 9    | 7      |
| 10  | Masumitsu Taguchi    | HRC-Honda                   | +19'17   | 7    | 6      |
| 11  | Seigo Kikuchi        | HRC-Honda                   | +19'36   | 27   | 5      |
| 12  | Kyoji Nanba          | Yamaha                      | +20'17   | 23   | 4      |
| 13  | Carlos Lavado        | HB-Venemotos-Yamaha         | +20'99   | 10   | 3      |
| 14  | Youichi Yamamoto     | HRC-Honda                   | +28'77   | 8    | 2      |
| 15  | Keiji Tamura         | Yamaha                      | +30'95   | 2    | 1      |
| 16  | Yoshinari Hori       | HRC-Honda                   | +40'16   | 12   |        |
| 17  | Donnie McLeod        | 7Up-EMC-Rotax               | +40'45   | 31   |        |
| 18  | Hideshi Tomita       | HRC-Honda                   | +40'71   | 13   |        |
| 19  | Jean-Michel Mattioli | Docshop-Yamaha              | +54'88   | 30   |        |
| 20  | Urs Lüzi             | Honda                       | +55'92   | 25   |        |
| 21  | Jean-François Baldé  | Defi-Rotax                  | +1"08'34 | 6    |        |
| 22  | Katsuyosji Kozono    | HRC-Honda                   | +1"10'22 | 29   |        |
| 23  | Yoshihisa Hasegawa   | Yamaha                      | +1"14'70 | 39   |        |
| 24  | Kevin Mitchell       | Yamaha                      | +1"15'20 | 34   |        |
| 25  | Alberto Puig         | Nieto-Ducados-Honda         | +1"29'28 | 22   |        |
| 26  | August Auinger       | Aprilia-Rotax               | +1"34'27 | 37   |        |
| 27  | René Delaby          | Docshop-Yamaha              | +1"36'53 | 28   |        |

#### Niet gefinished
| Coureur            | Merk                     | Oorzaak | Grid |
| ------------------ | ------------------------ | ------- | ---- |
| Bruno Casanova     | Aprilia-Rotax            | Val     | 24   |
| Dominique Sarron   | Rothmans-HRC-Honda       | Ketting | 32   |
| Helmut Bradl       | Honda                    |         | 35   |
| Junya Arai         | Yamaha                   |         | 18   |
| Luca Cadalora      | Agostini-Marlboro-Yamaha | Motor   | 14   |
| Iván Palazzese     | Yamaha                   |         | 38   |
| Loris Reggiani     | Aprilia-Rotax            | Opgave  | 20   |
| Aaron Slight       | Yamaha                   |         | 36   |
| Takayoshi Yamamoto | Yamaha                   |         | 17   |

#### Niet gestart
| Coureur        | Merk                | Grid | Oorzaak  |
| -------------- | ------------------- | ---- | -------- |
| Manfred Herweh | Levior-Yamaha       | 5    | Blessure |
| Paolo Casoli   | Pileri-AGV-Garelli  | 15   |          |
| Harald Eckl    | Römer-Aprilia-Rotax | 33   |          |

#### Niet deelgenomen
| Coureur          | Merk                     | Oorzaak  |
| ---------------- | ------------------------ | -------- |
| Martin Wimmer    | Fath-Hein Gericke-Yamaha | Blessure |
| Reinhold Roth    | HB-HRC-Honda             | Blessure |
| Masahiro Shimizu | Terra-HRC-Honda          | Blessure |

## Trivia

### Tadahiko Taira
Tadahiko Taira had afgezien van een contract met Giacomo Agostini omdat hij meer tijd met zijn gezin wilde doorbrengen. Hij zou slechts in acht GP's aan de start komen. Zijn poleposition in deze Grand Prix was de eerste voor een Japanse 500cc-coureur in de geschiedenis.

### John Kocinski
John Kocinski was sinds een week 21 jaar oud toen hij als protegé van Kenny Roberts mocht debuteren in de Japanse Grand Prix. Hij was op zijn zeventiende echter al fabriekscoureur van Yamaha in de AMA-Championship Cup. De meningen over zijn eerste optreden waren verdeeld: Toni Mang sprak zijn bewondering erover uit, maar Jacques Cornu, die bijna viel toen Kocinski hem raakte, was minder enthousiast.

### Toni Mang
Toni Mang was tijdens de race zó snel, dat velen dachten dat hij speciale onderdelen voor zijn Honda NSR 250 had gekregen. Het bleek echter dat Mang niet zo'n voorkeursbehandeling kreeg. Hij zou in de race zelfs steun moeten verlenen aan Masahiro Shimizu, die door een gebroken pols echter niet kon starten. 

### Cagiva en Pirelli
Cagiva had al aangegeven dat de nieuwe machine pas bij de Spaanse GP klaar zou zijn, maar anderzijds aan Randy Mamola een Ferrari Testarossa beloofd als hij de eerste GP-overwinning voor Cagiva zou binnenhalen. Men was echter ook in zee gegaan met een onervaren bandenfabrikant: Pirelli. Nadat zowel Raymond Roche als Randy Mamola hun "onrijdbare" Cagiva's in de pit hadden geparkeerd, gingen de beschuldigingen over en weer. Cagiva weet het aan de banden van Pirelli, dat op zijn beurt de schuld bij Cagiva legde omdat de machines tijdens de bandentest ontstekingsproblemen hadden gehad. 

### Freddie Spencer
Na een aantal mislukte seizoenen door gezondheidsproblemen was Freddie Spencer toch weer verzekerd van steun van zowel Rothmans International als HRC. Vlak voor de Japanse GP zegde hij echter voor de zoveelste keer af, door een slepende peesschedeontsteking die hem al jaren parten speelde. Toch waren er kennelijk "no hard feelings", want Freddie zat tijdens de race uitleg over de wedstrijd te geven aan de hele Honda-directie die in een speciale VIP-box zat.

### Visum
Rob McElnea had twee visa voor Japan, een voor de 2+4-race twee weken voor de Grand Prix en een voor de Grand Prix zelf. Bij aankomst bleek dat de Japanse douane per abuis voor de 2+4 race het visum voor de GP afgestempeld had. Dat betekende dat hij even heen en weer naar Los Angeles moest vliegen om daar bij de Britse ambassade een nieuw visum te halen. 
1962 · 1963 · 1964 · 1965 · 1966 · 1967 · 1987 · 1988 · 1989 · 1990 · 1991 · 1992 · 1993 · 1994 · 1995 · 1996 · 1997 · 1998 · 1999 · 2000 · 2001 · 2002 · 2003 · 2004 · 2005 · 2006 · 2007 · 2008 · 2009 · 2010 · 2011 · 2012 · 2013 · 2014 · 2015 · 2016 · 2017 · 2018 · 2019 · 2022 · 2023 · 2024 · 2025